# Galassia anemica

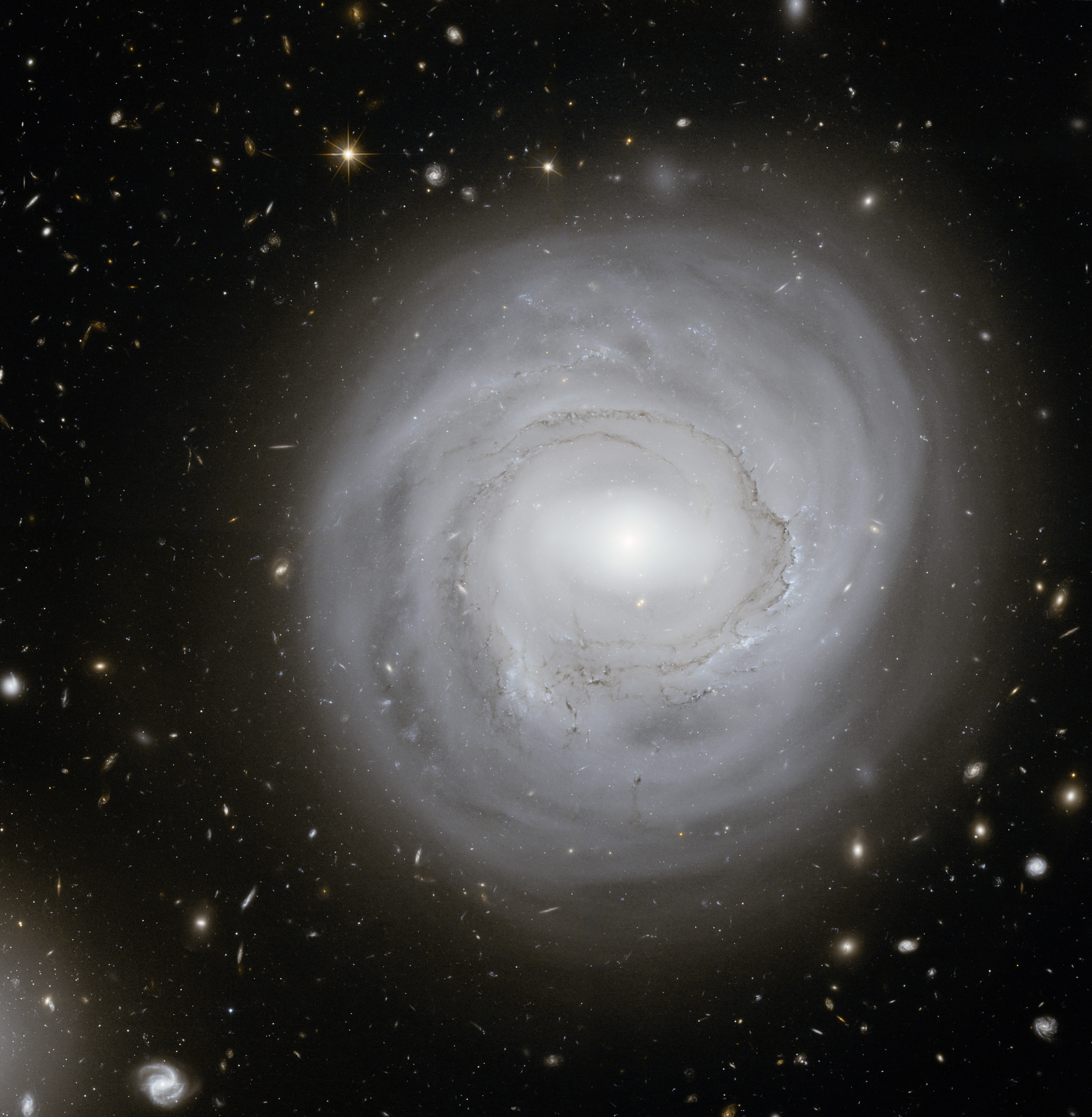
NGC 4921, una tipica galassia anemica.

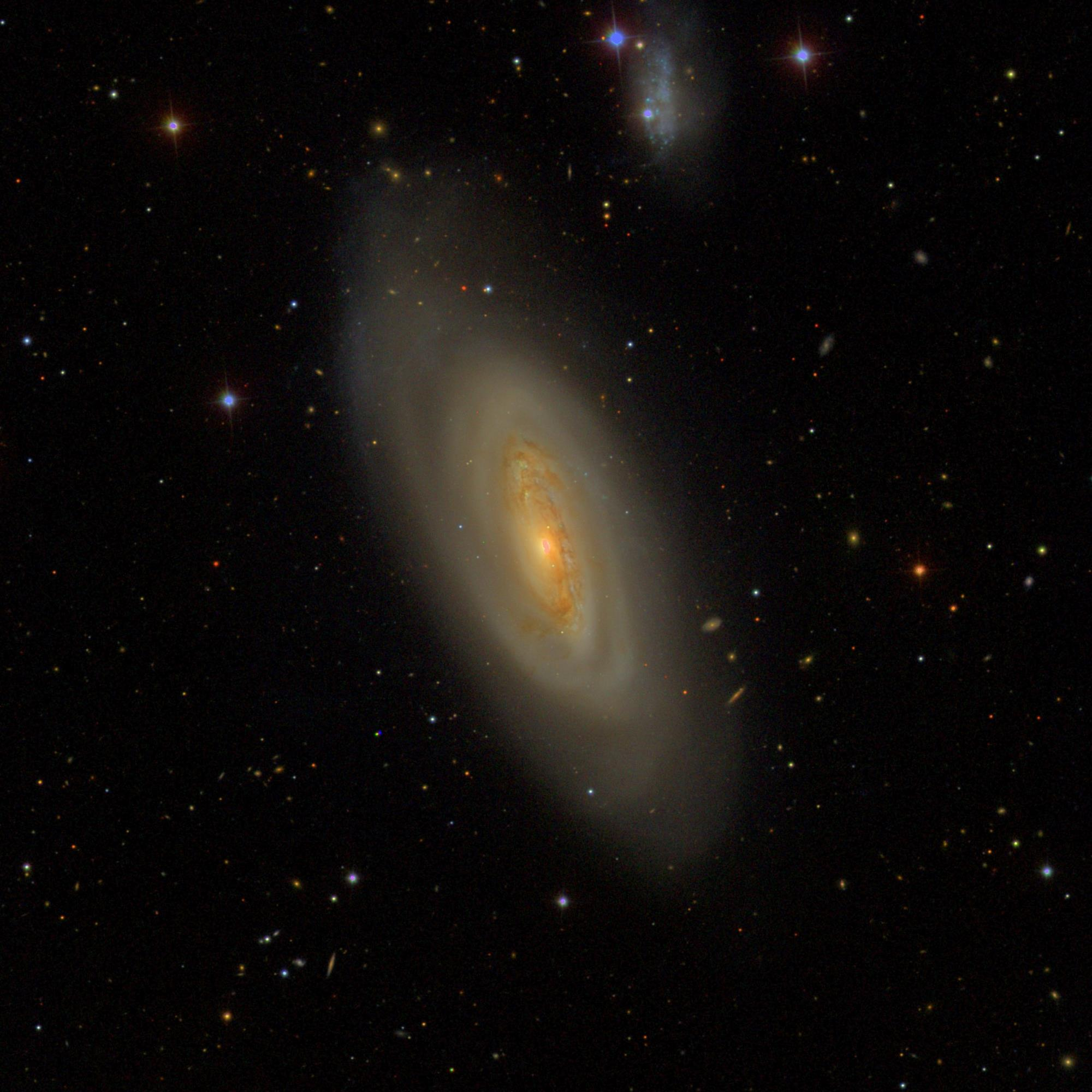
NGC 4569 è un altro esempio di galassia anemica.

Una galassia anemica è una tipologia di galassie a spirale caratterizzate da un ridotto contrasto tra i suoi bracci di spirale e il disco. 

## Etimologia
Il termine è stato coniato nel 1976 dall'astronomo canadese Sidney van den Bergh per classificare le galassie che si trovano in uno stadio intermedio tra le galassie a spirale ricche di gas e dove è presente una intensa attività di formazione stellare, e le galassie lenticolari povere di gas e inattive.

## Caratteristiche
Le galassie anemiche mostrano un basso contrasto tra i bracci di spirale assieme a un ridotto contenuto e una bassa densità di idrogeno neutro, che è il materiale necessario per innescare la formazione stellare, hanno un colore più rosso delle normali galassie a spirale, un minor numero di regioni di idrogeno ionizzato e di conseguenza una ridotta attività di formazione stellare.
All'inizio si pensò che il contenuto di idrogeno molecolare fosse simile a quello delle normali galassie a spirale, ma gli studi successivi hanno mostrato che una buona parte di esse è priva di idrogeno molecolare.
Le galassie anemiche non vanno confuse con le galassie che appaiono di colore rosso a causa della bassa attività di formazione, ma che hanno un normale contenuto di gas neutro, come nel caso della Galassia di Andromeda.